# Myxococcus llanfairpwllgwyngyllgogerychwyrndrobwllllantysiliogogogochensis
Myxococcus llanfairpwllgwyngyllgogerychwyrndrobwllllantysiliogogogochensis este o specie de bacterie gram-negativă care aparține genului Myxococcus, familia Myxococcaceae. Specia este întâlnită în sol și este un prădător de alte bacterii.
Secvențierea genomică a demonstrat diferențe seminificative față de celelalte specii ale aceluiași gen.
Specimenele studiate au fost izolate din sol adunat din satul Llanfairpwllgwyngyllgogerychwyrndrobwllllantysiliogogogoch, de pe Insula Anglesey din Țara Galilor. Localitatea a fost cea care i-a dat numele noii bacterii. Astfel, specia deține recordul pentru cel mai lung nume din sistemul nomenclatural binomial.